# زنانه‌سازی (رفتار جنسی)

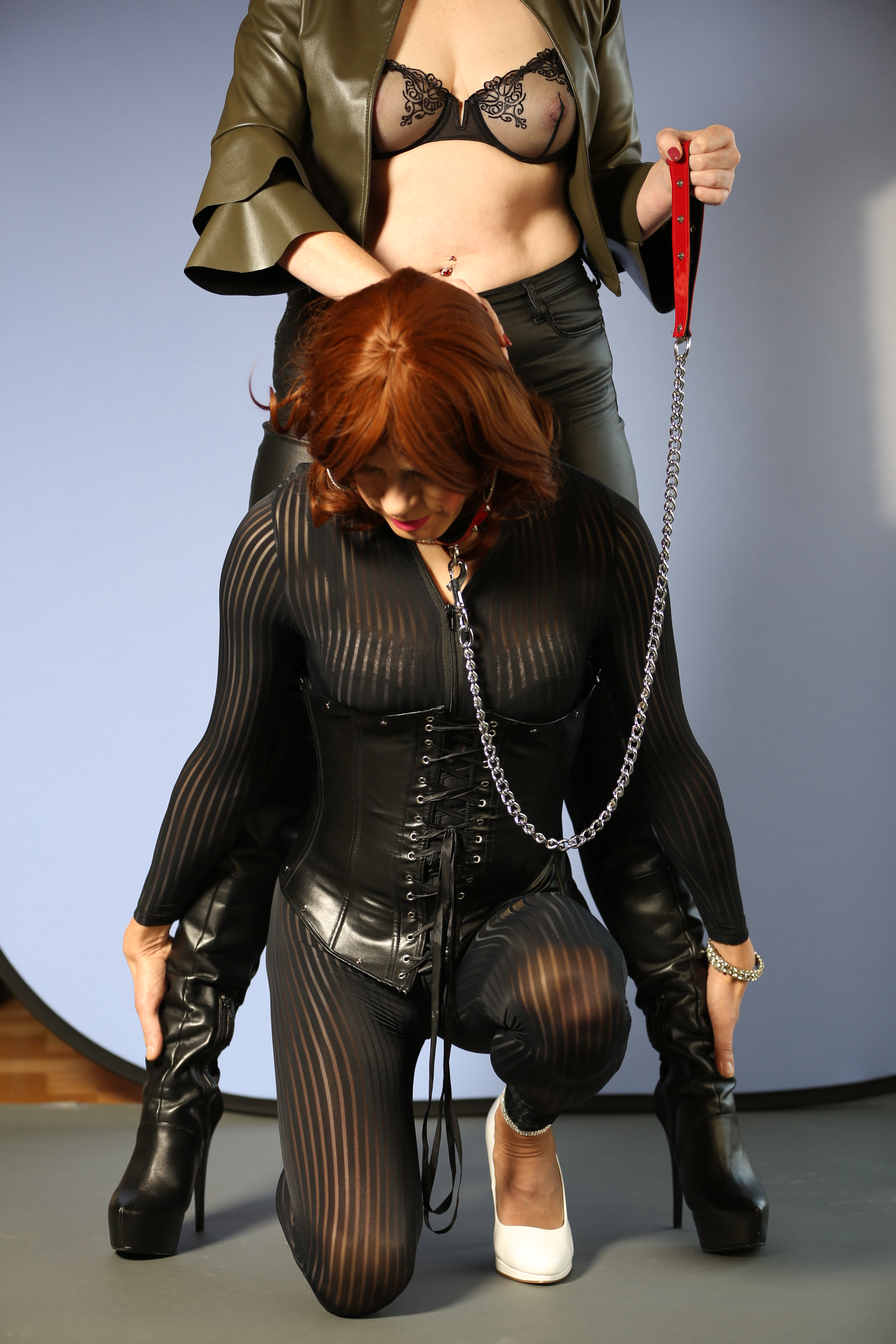
یک دامیناتریکس و یک مرد مطیع در حال تمرین مادینه‌سازی

در بی‌دی‌اس‌ام یا فعالیت‌های مبتنی بر کینک زنانه سازی اشاره به عملی دارد که طی آن یک شریک مطیع با پوشیدن لباسهای زنانه، تشویق یا آموزش داده می‌شود تادر غالب یک فرد مؤنث رفتار کند. اگر مرد باشد، شریک مطیع ممکن است «سیسی» خوانده شود. زنانه شدن ممکن است بدون هیچ شریکی صورت گیرد و به عنوان بخشی از خودارضایی انفرادی یا از طریق تعامل با یک انجمن آنلاین رخ دهد.
زنانه سازی معمولاً از طریق مبدل‌پوشی صورت می‌گیرد، حالتی که مرد با استفاده از لباسهایی چون شورت زنانه یا انواع دیگر لباس‌های زنانه، در کنار آرایش، حالت دادن مو، جوراب ساق بلند، کفش پاشنه بلند و لاک ناخن، بیشترین شباهت را با زنان ایجاد می‌کند. اغلب، این عمل شامل آرایش‌های جسمی دیگری مانند تراشیدن پاها و مانیکور ناخن‌ها نیز می‌شود. بعضی از مردان وظایف، رفتارها و نقشهایی را که کاملاً زنانه است به عهده می‌گیرند و اعمالی مانند نشستن، قدم زدن و رفتار به صورت زنانه را در دستورکار قرار می‌دهند. این شیفتگی ممکن است همراه با مجازاتی از قبیل اسپنک جنسی یا چوب‌زنی برای افزایش همکاری و تسلیم شدن برابر شریک سلطه پذیر باشد. التماس برای توقف تنبیه نیز ممکن است بخشی از خیالپردازی باشد.
لباس‌ها گاهی ممکن است بسیار خودمانی باشند، که نشان دهنده بندگی یا سن بازی است. لباس‌ها ممکن است جزو لباسهای زنان مطیع کلاسیک باشند، مانند لباس فرم دانش آموز مدرسه، منشی یا یک خدمتکار.

## شیوه‌ها

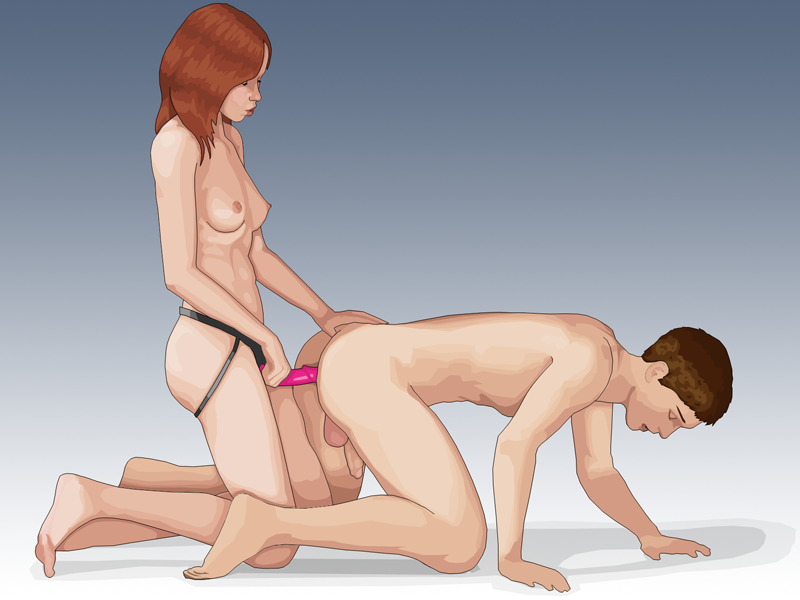
پِگینگ، برقراری سکس آنال به وسیله دیلدو

همچنین زنانه سازی مردانه می‌تواند شامل رابطه جنسی مقعدی از سوی یک زن سلطه گر با استفاده از یک دیلدو بنددار (میخ زنی) یا توسط یک مرد یا گروهی از مردان باشد. ممکن است از درپوش مقعدی و سایر اسباب بازیهای مقعدی نیز استفاده شود. از رابطه جنسی مقعد ممکن است به دلیل کاربرد سنتی آن در زنان در روابط دگرجنسگرایانه یا به دلیل طبع مفعولی بودن فرد مطیع درجریان دخول، و به‌طور کلی زنانه بودن آن استفاده شود، حال آنکه که ممکن است نقش غالبی مردان بدین صورت قضاوت شود که بیشتر شخصیت غالبی دارند. از طرف دیگر، مرد مؤنث ممکن است «مجبور» شود که رابطه جنسی دهانی را بر روی یک دیلدو یا برای یک مرد دیگر انجام دهد.
یکی دیگر از روشهای متداول در زنانه کردن، کنترل ارگاسم است که اغلب از طریق استفاده از کمربند پاکدامنی صورت می‌گیرد. همچنین در زنانه سازی موارد زیر دیده می‌شود: تحقیر شهوانی، بانداج، اسیر کردن، چرم پوشی، فتیش لاستیکی (لاتکس)، اتونپیوفیلیا، تنبیه بدنی و غیره.
زنانه سازی همچنین می‌تواند شامل تبدیل یک نام مردانه به یک نام زنانه مانند «استفان» به «استفانی»، «جوزف» به «ژوزفین» یا «دانیل» به «دانیل»، باشد. همچنین ممکن است به مرد مطیع نام زنانه داده شود که متفاوت از نام نرینه وی باشد، از این عمل به عنوان «دختر خوب» نیز یاد می‌شود یا با اصطلاحات تحقیرآمیزی که معمولاً در زنان اعمال می‌شود مانند «هرزه» یا «فاحشه» توهین و تحقیر شود. از اسمهای تحقیرآمیز دیگر نیز می‌توان برای تحقیر مرد مؤنث استفاده کرد.